# Селенид алюминия
Селенид алюминия — бинарное неорганическое соединение
алюминия и селена
с формулой Al2Se3,
жёлто-коричневые кристаллы.
Разлагается водой, при реакции с водой выделяется крайне токсичный газ — селеноводород, обладающий характерным отвратительным запахом, напоминающий чесночный.

## Получение
- Сплавление стехиометрических количеств чистых веществ:

{\displaystyle {\mathsf {2Al+3Se\ {\xrightarrow {960^{o}C}}\ Al_{2}Se_{3}}}}

## Физические свойства
Селенид алюминия образует жёлто-коричневые кристаллы о структуре которых есть противоречивые сведения:
- гексагональная сингония, пространственная группа P 63mc, параметры ячейки a = 0,389 нм, c = 0,630 нм, Z = 1[2];
- моноклинная сингония, пространственная группа C c, параметры ячейки a = 1,168 нм, b = 0,673 нм, c = 0,732 нм, β = 121,1°, Z = 4[3].

Соединение конгруэнтно плавится при температуре 960 °C.

## Химические свойства
- Реагирует с водой:

{\displaystyle {\mathsf {Al_{2}Se_{3}+6H_{2}O\ {\xrightarrow {}}\ 2Al(OH)_{3}+3H_{2}Se}}}

## Применение
- Селенид алюминия используется как прекурсор для получения селеноводорода, который образуется при взаимодействии Al2Se3 с водой.